# Turuturu
Turuturu è un singolo del duo musicale italiano Francesco Boccia e Giada Caliendo (anche semplicemente conosciuti come Francesco e Giada), pubblicato nel febbraio 2001 come CD singolo. Il brano è stato, in seguito, inserito nell'album solista di Francesco Boccia.
Nel suo disco solista Pasion (2010), Giada Caliendo ne ha interpretato due nuove versioni, una italiana e l'altra spagnola, riunendosi con Francesco Boccia per quella italiana.
Il brano è stato scritto da Francesco Boccia e Gianfranco Caliendo, sia nel testo che nella musica. Gianfranco Caliendo è stato frontman, voce solista, chitarrista e autore de Il Giardino dei Semplici dal 1974 al 2012.
Francesco Boccia, nel 2015, ha co-firmato la canzone Grande amore, portata al successo da Il Volo.
Presentato al Festival di Sanremo 2001 nella categoria Nuove Proposte, con l'etichetta della Sugar Music, la coppia artistica e il brano si sono classificati terzi.
In seguito, il brano è stato tradotto in varie lingue ed interpretato da altri artisti, vendendo nel mondo circa 1 200 000 copie ufficialmente certificate, solo per quanto concerne le versioni da studio. Nel 2023, i Coldplay ne hanno eseguito una cover dal vivo.

## Descrizione

### Origini e lancio
Il brano nacque da uno spunto melodico di Boccia, accompagnato dall'idea iniziale del titolo. In seguito, la canzone è stata sviluppata e completata da Caliendo, il quale aveva già avuto un'intuizione simile, almeno nel titolo, in un brano del 1979, Tu, tu, tu.
Originariamente, il brano era destinato ad Ambra Angiolini, come ampiamente spiegato nell'autobiografia di Caliendo, Memorie di un Capellone - Luci ed ombre di un successo anni 70 (2021).
La produzione era di Gianfranco Caliendo e Ciro "Tommy" Esposito.
Fu registrato allo studio Gidiesse de Il Giardino dei Semplici, dove si sviluppò originariamente l'idea del duo artistico formato da Boccia e dalla figlia di Caliendo, Giada.
Gli arrangiamenti furono curati da Adriano Pennino, mentre le edizioni furono affidate a Pasquale Mammaro e la sua Starpoint Corporation.
Il duo e la canzone dunque debuttarono nella seconda serata del Festival di Sanremo 2001, il 27 febbraio 2001.
Grazie alla risonanza sanremese, il brano si trasformò velocemente in un "tormentone" tra i giovani e i bambini.

### Successo commerciale
Il singolo ha raggiunto la posizione #39 della classifica italiana.
La canzone è stata contemporaneamente inserita nella compilation Sanremo 2001.
Venne dunque immessa sul mercato con il titolo Tengo un Turu turu, cantata da Francesco e Giada in lingua spagnola, ottenendo notevoli vendite nei paesi dell'America Latina.
In seguito, una cover realizzata dagli allievi di Maria De Filippi è stata incisa e inserita nella compilation Amici - I ragazzi del 2003. Il disco risulta tra gli albums più venduti dell'anno, alla posizione #38.
Nella versione portoghese cantata dal celebre duo Sandy & Junior, intitolata Quando você passa, vendette circa 100 000 copie (disco di platino), raggiungendo la posizione #2 della top ten brasiliana. Il brano verrà inserito anche nella track list dell'eponimo album Sandy & Junior, il nono della loro carriera, che arriverà a vendere 750 000 copie (triplo disco di platino), anche se si stima che l'album possa aver venduto 1 500 000 copie nel corso degli anni.
Nel 2006, venne infine incisa in doppia versione (catalana e castigliana) dalla cantante spagnola Gisela (star di Operazione Trionfo), rivelandosi una hit e giungendo in poco tempo alla vetta della classifica. Oltre 300 000 copie vendute in Spagna.
In Brasile, la canzone viene costantemente riproposta e coverizzata, oltre che ad essere utilizzata da serie TV e pubblicità.

## Versioni dal vivo
Una versione dal vivo di Sandy & Junior è inclusa nel loro disco Ao Vivo no Maracanã (2002). L'album ha venduto 125 000 copie, aggiudicandosi il disco di platino.
Una versione dal vivo di Sandy & Junior è inclusa nell'album Acústico MTV (2007). L'album ha venduto 100 000 copie, aggiudicandosi il disco di platino, mentre il DVD ha venduto 60 000 copie, aggiudicandosi la certificazione oro.
La canzone è stata reinterpretata dal vivo dalla star brasiliana Maria Gadù, in compagnia di Sandy Leah Lima. Dal filmato, è stato tratto un DVD ufficiale, Multishow ao Vivo (2010). Il DVD ha venduto 30 000 copie ed è stato certificato oro.
Una versione dal vivo è contenuta nel primo DVD solista di Sandy Leah Lima, Manuscrito Ao Vivo (2011), le cui vendite hanno superato le 50 000 copie.
Nel 2011, Francesco Boccia e Giada Caliendo si sono riuniti nella trasmissione I migliori anni di Carlo Conti, eseguendo una nuova versione live della canzone. Nel 2012, Gianfranco Caliendo e Giada hanno eseguito dal vivo il brano sul palco del Palapartenope di Napoli, nell'ambito del concerto in supporto del primo disco solista di Gianfranco Caliendo, Memorie di un pazzo. Il concerto è stato professionalmente filmato, e imesso sul canale YouTube ufficiale del cantautore nel 2013.
Il 14 marzo del 2023, i Coldplay e Sandy Leah Lima l'hanno riproposta allo Stadio Morumbi, davanti ad un pubblico di oltre 72 000 persone.

## Streaming
La versione italiana della canzone ha totalizzato, fino al 2024, 300 000 ascolti cumulativi su Spotify.
La versione di Sandy & Junior ha totalizzato oltre 43 milioni di ascolti su Spotify e 50 milioni di visualizzazioni su YouTube.

## Formazione
Duo
- Francesco Boccia - voce solista, cori
- Giada Caliendo - voce solista, cori

Altri musicisti
- Maurizio Fiordiliso – chitarra acustica, chitarra elettrica
- Roberto D'Aquino – basso
- Vittorio Riva – batteria
- Adriano Pennino – tastiera